# Cuamba

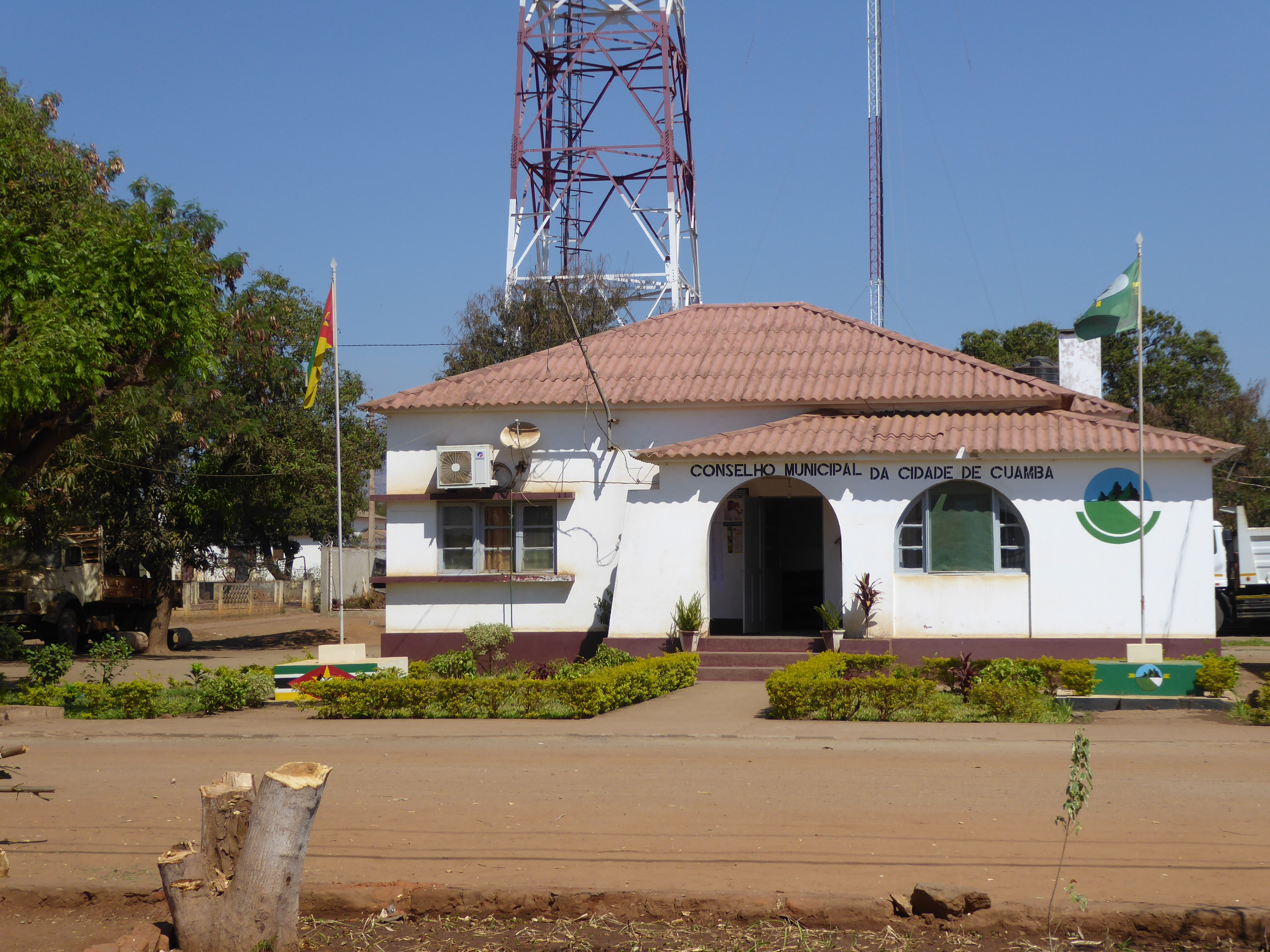
Conselho Municipal de Cuamba

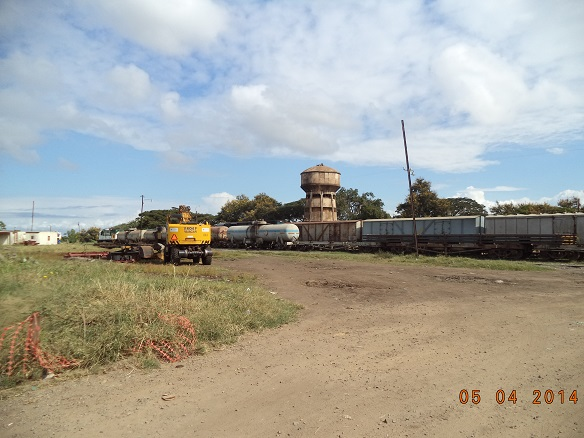
Triângulo ferroviário

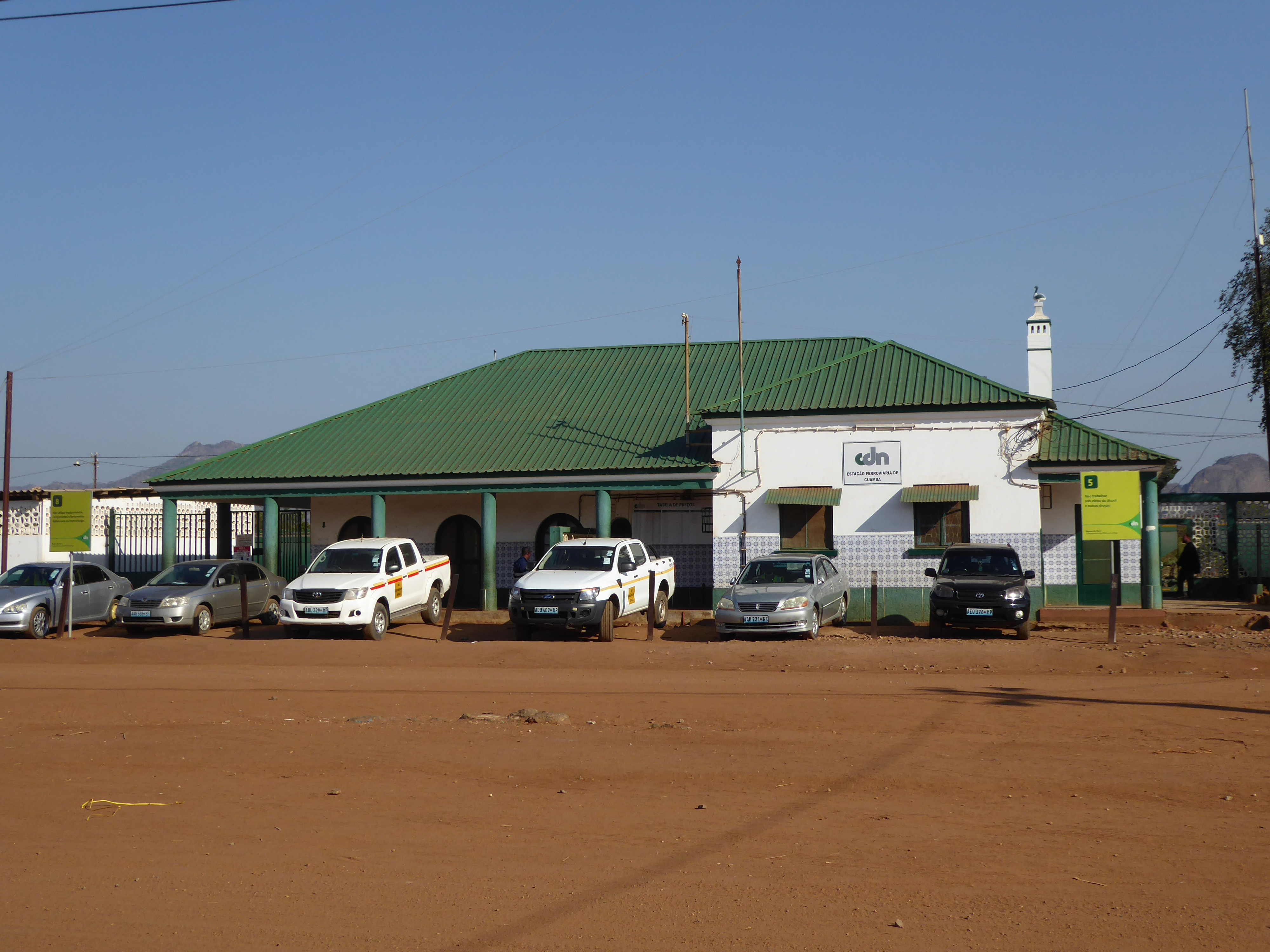
Estação Ferroviária de Cuamba

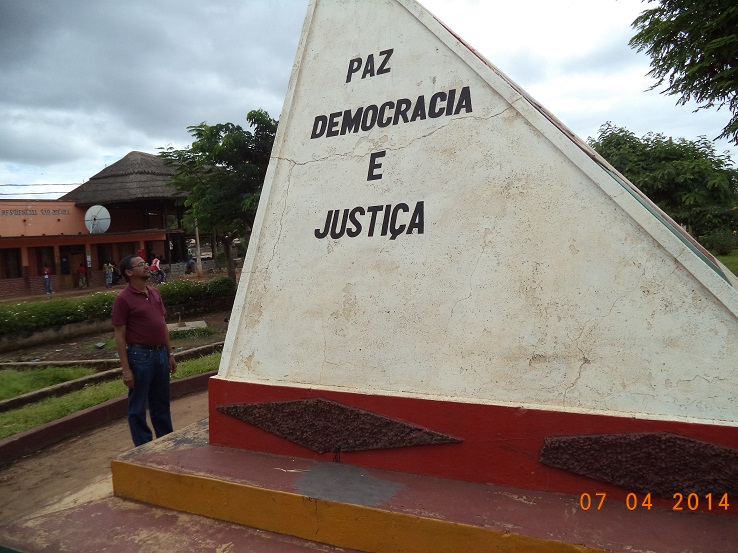
Monumento na Praça dos Heróis

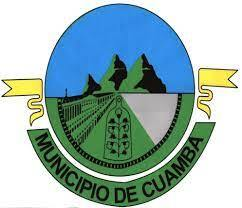
Brasão

Cuamba é uma cidade da província moçambicana do Niassa, sendo a sede do distrito do mesmo nome. 
Administrativamente, Cuamba é um município, com um governo local eleito, uma área de 131 km² e uma população de 56 801 habitantes.

## História
A Companhia do Niassa fundou, em 1906, o posto militar de Cuamba (inicialmente grafado Kuamba), para onde transferiu a sede do Concelho de Amaramba, uma das suas divisões administrativas. A povoação, cujo nome deriva de um régulo local, foi oficialmente criada pela portaria 3210, de 24/11 /1937 e o nome alterado para Nova Freixo pela portaria 9361, de 30/5/1952. O novo nome tem a sua origem na vila portuguesa de Freixo de Espada à Cinta e foi uma homenagem de naturais desta vila a Sarmento Rodrigues, governador-geral de Moçambique. Pelo decreto-lei 10/76, de 13/3/76, a cidade reverteu ao antigo nome de Cuamba.
A vila foi elevada à categoria de cidade em 30 de Setembro de 1971.

## Infraestrutura

### Transportes
Cuamba é um importante centro de transportes, sendo servida pela Rodovia Nacional nº 8 (N8), que a liga a Nampula, a leste, e; à fronteira com o Malawi (Mandimba,) no oeste. Ainda é servida pela N248, que termina em Marrupa.
Na cidade de Cuamba há uma das mais importantes estações ferroviárias do Caminho de Ferro de Nacala, servindo como interconexão para o Ramal Ferroviário de Cuamba-Lichinga..
No tocante a transporte aéreo, a cidade dispõe do Aeródromo de Cuamba, servido apenas por vôos não regulares.

### Educação
A cidade tem vários estabelecimentos de ensino superior, como a Faculdade de Agronomia da Universidade Católica de Moçambique e uma delegação do Instituto Superior de Gestão, Comércio e Finanças.

## Ligação externa
Cuamba no Google Maps